# آدم كارولا
آدم كارولا (من مواليد 27 مايو 1964)  هو مذيع أمريكي وممثل كوميدي وممثل ومذيع في برامج البث الصوتي "بودكاست". يستضيف برنامج آدم كارولا ، وهو برنامج حواري يتم توزيعه على هيئة بث صوتي "بودكاست" والذي سجل الرقم القياسي باعتباره "البث الصوتي الأكثر تنزيلاً" وفقاً لتقرير موسوعة غينيس للأرقام القياسية في عام 2011.
شارك كارولا في استضافة برنامج الاتصال الإذاعي المشترك لوف لاين مع Drew Pinsky من 1995 إلى 2005 بالإضافة إلى التجسد التلفزيوني للبرنامج على قناة إم تي في من 1996 إلى 2000. وشارك في استضافة البرنامج التلفزيوني The Man Show (1999-2004) وهو منشئه المشارك، والمؤلف المشارك والعازف المنتظم في البرنامج التلفزيوني Crank Yankers لأكثر من 6 سنوات حتى الان. استضاف برنامج مشروع آدم كارولا ، وهو برنامج تلفزيوني لتحسين المنزل تم بثه على قناة تي إل سي في عام 2005 و The Car Show على قناة Speed TV  في عام 2011.
كما ظهر كارولا في برامج تلفزيون الواقع على الشبكة في برنامج Dancing with the Stars و The Celebrity Apprentice . وظهر كتابه "In Fifty Years We Will Be Chicks" لأول مرة في قائمة نيويورك تايمز لأكثر الكتب مبيعا في عام 2010، كما وصل كتابه الثاني "Not Taco Bell Material" إلى أفضل الكتب مبيعًا في نيويورك تايمز . 
قام كارولا باستضافة العديد من الضيوف في البرامج الحوارية السياسية كمعلق. استضاف مقطعًا أسبوعيًا بعنوان "رولين مع كارولا" عن فيلم بيل أورايلي The O'Reilly Factor .

## النشأة والتعليم
ولد آدم كارولا في 27 مايو 1964 ، لأبوين جيم وكريس ( ني ماكول) كارولا.   تذكر بعض المصادر مسقط رأسه في مقاطعة لوس أنجلوس ، كاليفورنيا ،   بينما يسردها آخرون على أنها فيلادلفيا ، بنسلفانيا .   نشأ في وادي سان فرناندو في لوس أنجلوس ، وانفصل والديه عندما كان صغيرًا.  لم يطلق والديه الاسم الأوسط على كارولا ؛ في طلب رخصة قيادته ، أدرج اسمه الأوسط باسم "ليكرز" على سبيل المزاح. تمت معالجة التطبيق دون إشعار.   كان جده لأمه كاتب السيناريو لازلو جوروج .  على الرغم من أن أصل كارولا هو 100 ٪ إيطالي أمريكي ، إلا أنه يتعرف أحيانًا على الثقافة اليهودية بسبب علاقته الوثيقة مع لازلو جوروج عندما كان طفلاً.
نشأ آدم في حي شمال هوليوود في لوس أنجلوس. التحق بمدرسة كولفاكس الابتدائية، وثم مدرسة والتر ريد جونيور الثانوية ، ومدرسة شمال هوليوود الثانوية .  لم يحصل كارولا على شهادة الثانوية العامة إلا بعد سنوات حيث كانت تحتفظ بها المدرسة حتى تم دفع غرامة المكتبة. يمكن رؤية كارولا وهو يسدد قيمة الكتاب ويتلقى شهادته في حلقة من برنامجه التلفزيوني عام 2005 ، مشروع آدم كارولا .  بدأ العيش بمفرده في سن 18. التحق لفترة وجيزة بكلية لوس أنجلوس فالي وهي كلية مجتمعية، حيث تم وضعه تحت المراقبة الأكاديمية قبل تركه للعمل في سلسلة من الوظائف، بما في ذلك تنظيف السجاد،  والنجارة، ومدرب ملاكمة ،  ومعلم مدرسة المرور .  على الرغم من الانهيار المالي، امتلك كارولا وأصدقائه ورفاقه في السكن سيارة ليموزين كاديلاك موديل عام 1963.
في أوائل التسعينيات ، درس كارولا الكوميديا الارتجالية مع فرقة The Groundlings وكان عضواً في فرقة المسرح الكوميدي ACME . 

## في الإذاعة
في عام 1994 ، تطوع كارولا بخدماته كمدرب ملاكمة لتحضير جيمي كيميل للمباراة التي ينظمها البرنامج الإذاعي الصباحي لـ KROQ-FM Kevin and Bean .  كان جيمي كيميل منتظمًا في العرض باسم "Jimmy the Sports Guy" وكان من المقرر أن يقاتل شخصية أخرى من KROQ في مسابقة للملاكمة كان يُطلق عليه لقب "Bleeda in Reseda".  استغل كارولا هذه الفرصة في صداقة طويلة الأمد وشراكة تجارية مع جيمي كيميل بالإضافة إلى دور متكرر على Kevin and Bean كمعلم غريب في متجر الأخشاب السيد بيرشوم. 

### برنامج "لوفلاين"
في أكتوبر 1995 ، بعد التوقيع مع وكالة ويليام موريس (شركة إنديفر) ومن خلال مارك إيتكين،  عُرض على كارولا وظيفة المشاركة في استضافة برنامج الاتصال الإذاعي المسائي لوفلاين. كان مضيفوه هم الطبيب درو بينسكي ("دكتور درو") ودي جي ريكي راشتمان . تلق كارولا العرض بعد أن سمعه درو بينسكي في البرنامج الاذاعي Kevin and Bean  (غادر ريكي راشتمان العرض في العام التالي. )  تم بث لوفلاين على محطة KROQ-FM في لوس أنجلوس وتم نشره في جميع أنحاء البلاد على شبكة راديو Westwood One السابقة.
في حلقة لوفلين في أواخر عام 2003 ، قال كارولا إن سكان هاواي هم "أغبياء" و "متكاثرون" و "متخلفون" من بين "أغبى الناس لدينا". وقد قوبلت التعليقات بغضب في هاواي، وأسفرت عن إلغاء برنامج لوفلين على شركة KPOI التابعة لهاواي. 

### برنامج "آدم كارولا شو"
في أكتوبر 2005 ، تم الإعلان عن كارولا كمضيف لبرنامج إذاعي صباحي جديد على شبكة بث إنفينيتي . وحل عرضه الجديد محل العرض المشترك الشهير هوارد ستيرن (الذي كان ينتقل إلى الراديو عبر الأقمار الصناعية ) في اثني عشر سوقًا من 27 سوقًا تم فيها بث ستيرن بما في ذلك لوس أنجلوس ولاس فيجاس وسان فرانسيسكو وسان دييغو وفينيكس وبورتلاند ، أوريغون .  عرض آدم كارولا شو لأول مرة في يناير 2006.

## أنظر أيضاً
- كارولا ديجيتال